# Alter Ego (バンド)
Alter Ego（オルター・エゴ）は、広島を拠点とする日本のクラブジャズ・ピアノトリオ。編成はピアニスト・ベーシスト・ドラマーの3人編成。2011年結成。

## 略歴
広島県福山市にある楽器店のスクールで知り合ったのをきっかけに、2011年末にピアノの緒方を中心として結成。個々が別々の仕事をしながら、広島の尾道～福山をホームとして活動し、全曲オリジナルのクラブジャズを演奏。2015年にライブ活動を本格的させ、これまでにfox capture planやPRIMITIVE ART ORCHESTRA、freecube、TRI4THらのオープニングアクトを務め脚光を浴びる。
2016年10月に公開したMV「ペネロープに吹く風」は公開3ヵ月で視聴回数1万回を突破。その後、広島のイベントチーム「KuMiAi」の協力を得て、2017年3月にPlaywrightより中国地方限定でアルバム「YOU'RE MY ALTER EGO」をリリースする。その後、全国流通盤として初のフルアルバム「We're Here」を2018年2月にリリースする。2018年にはPlaywrightの5周年を記念するコンピレーション・アルバム「Family Vol.2」に「Keep playing」「ペネロープに吹く風」の二曲が収録される。
東京でのワンマンライブを2年連続で完売、西日本最大規模のジャズフェス「中洲ジャズ」への出演など、 活動の幅を広げている。 2020年より倉敷から全国・世界に向けて配信ライブを開始。 「地方から世界へ配信」「世界から地方へ旅行＋ライヴ観戦」を新たな目標として活動をしている。2024年6月19日にリリースした6thアルバム「Where will we go?」にて、タワーレコードのジャズ部門デイリー予約ランキング3位および売上ランキング6位、ディスクユニオンのクラブジャズチャート3位を獲得。配信では、Apple MusicやSpotify等の配信サービスにおける、ジャズの公式プレイリストに選出（出演 - 配信サービス（公式プレイリスト選出）の項参照）。

## メンバー
緒方仁一（おがた よしかず、Yoshikazu Ogata、1975年生まれ）
ピアノ担当。広島県尾道市出身。ピアノを國米眞規子、鳥岡香、樽栄嘉哉に師事。Alter Egoのほとんどの作曲を手掛ける。
安田洋喜（やすだ ひろき、Hiroki Yasuda、1981年生まれ）
ベース担当。岡山県浅口郡出身。中学生のとき兄がギターを始めた影響でベースを弾き始める。青春時代をハードロック、ヘヴィメタル、パンクで過ごすが、徐々にジャズ、レゲエ、スカ、ソウル等に傾倒。25歳から広島県福山市のベースマスター・竹中芳雄に師事。
小川聡一郎 （おがわ そういちろう、Soichiro Ogawa、1991年生まれ）
ドラム担当。広島県福山市出身。ドラムスを大坂昌彦、松山修、作曲を香取良彦に師事。2014年3月に洗足学園音楽大学ジャズコースを卒業。以前は東京・神奈川を中心に活動。作曲も担当。

## エピソード
- メンバー同士の関係は「緒方が大まかな航路を示し、小川の若いエンジンで進み、安田が上手く舵を取る」というバランスとなっている。メンバー間の年齢差はあまり感じていないとの事。
- ミニ・アルバムで披露した曲はすべて緒方が結成前から書いていた楽曲となっている。結成後に書かれた楽曲が収録されたのは1stアルバム「I'm here」から。
- メンバーの地元・瀬戸内での風景や実体験が楽曲のコンセプトになっているものがある。
  - Chocolate：尾道の向島にあるUSHIO CHOCOLATLの手作りチョコの美味しさに感動して作った曲。
  - その1人の友と出会えたという事：緒方が親友について思った曲。「彼に出会っていなかったら、人生はなんて意味がなかったのだろう」と思えた瞬間があり、その時にずっと頭の中に流れていたサビのメロディーを基に書き起こした曲。

## ディスコグラフィー

### 地方限定盤CD
|          | 発売日       | タイトル            | 規格品番 | 収録曲 | 備考             |
| アルバム | 2017年3月8日 | You're My Alter Ego | PWT029   | 1. いのり 2. 四月の落葉 3. Bridge in the fog 4. ペネロープに吹く風 5. at the loose end 6. I love Jazz Hiphop 7. Blow | - 中国地方限定盤 |

### フルアルバム
|     | 発売日        | タイトル                             | 規格品番 | 収録曲 | 備考 |
| 1st | 2018年2月7日  | We're Here                           | PWT039   | 1. M.Y.N.Y. 2. Homeless Dance 3. Chocolate 4. Big time changes 5. Keep playing 6. Insanity 7. I'm here 8. Buena Respuesta 9. But too late 10. その1人の友と出会えたという事 | |
| 2nd | 2018年7月25日 | You're My Alter Ego[完全盤]          | PWT047   | 1. You always say “yes” 2. いのり 3. 四月の落葉 4. Bridge in the fog 5. August Down 6. ペネロープに吹く風 7. at the loose end 8. I love Jazz Hiphop 9. Blow | - 1stミニアルバムに新曲(No.1, 5)をプラス。全国流通盤としてリリース |
| 3rd | 2020年9月2日  | Music and Dance Always Save Our Life | PWT72    | 1. Dancers Blues 2. Tomorrow 3. Next Break Shot 4. Gray 5. Cats in Boots 6. On the way to You 7. +JOKER 8. Comfort 9. Music and Dance always Save Our Life 10. Birth of your melody | |
| 4th | 2021年9月22日 | Looking for yourself in Music        | PWT88    | 1. Out of it 2. For and Against 3. You give me strength 4. Dour Determination 5. 抑制の綻び 6. Rising Ska Sun 7. 無常 8. Looking for yourself in Music 9. You Unparalleled | - 島裕介参加曲：M1,M2,M4,M5,M6,M7 |
| 5th | 2022年9月21日 | We'll be always on your side         | PWT109   | Disc 1 1. Birth of Junk Jazz 2. Nothing to loose 3. 偶然の終焉 4. Last recollection 5. Smoky Crow 6. From Rock With Jazz 7. an't find my way 8. 窓を見て そして過去になる 9. 終わりは新たな可能性を切り開く Disc 2 1. 心の海 2. その1人の友と出会えたという事 3. On the way to You 4. 無常 5. ペネロープに吹く風 6. ever nineteen | - DISC2は過去のアルバム収録曲を中心としたピアノソロ曲を収録 |
| 6th | 2024年6月19日 | Where will we go?                    | PWT126   | 1. Praying Mantis 2. pukapuka 3. 積木の椅子 4. importance 5. Where will we go? 6. permanent triangle 7. Mission of your laugh 8. 砂城の宴 9. Next door to John Smile 10. 約束の風 | - 島裕介(trumpet, flugelhorn)参加曲:M1,M2,M5,M8,M10 - 庸蔵(sax)参加曲: M1,M4,M7,M10 - タワーレコードジャズ部門デイリー予約ランキング3位、売上ランキング6位 - ディスクユニオン クラブジャズチャート3位 |

### 配信サービス公式プレイリスト選出
| 配信サービス | 公式プレイリスト名 | 曲数  | 選出楽曲                 | 確認日        |
| Apple Music  | ジャズシーン：日本 | 100曲 | Next Break Shot          | 2020年9月5日  |
| Apple Music  | ジャズシーン：日本 | 100曲 | 抑制の綻び               | 2021年8月27日 |
| Spotify      | Modern Jazz Japan  | 50曲  | Last Recollection        | 2022年9月9日  |
| Spotify      | Modern Jazz Japan  | 50曲  | (カバー写真としての選出) | 2023年11月8日 |
| Apple Music  | ジャズシーン：日本 | 100曲 | permanent triangle       | 2023年12月4日 |
| Apple Music  | ジャズシーン：日本 | 100曲 | 砂城の宴                 | 2024年3月1日  |
| Spotify      | Fresh Finds Jazz   | 50曲  | 約束の風                 | 2024年6月28日 |
| Apple Music  | ジャズシーン：日本 | 100曲 | importance               | 2024年7月3日  |
| Spotify      | Modern Jazz Japan  | 50曲  | Praying mantis           | 2024年7月6日  |
| Spotify      | X-Over ジャズ！    | 80曲  | permanent triangle       | 2024年7月6日  |
| Apple Music  | ジャズシーン：日本 | 100曲 | 積木の椅子               | 2024年7月31日 |

### 参加作品
| 発売日        | タイトル                   | 規格品番 | 収録曲                                                   | 備考                           |
| ------------- | -------------------------- | -------- | -------------------------------------------------------- | ------------------------------ |
| 2018年4月11日 | Family Vol.2 by Playwright | PWT041   | Disc 1 8.Birth of Junk Jazz Disc 2 11.ペネロープに吹く風 | - ペネロープに吹く風は公式初出 |

### 楽曲使用
| 使用時期     | 使用場面                          | 楽曲・メディア                                                               |
| ------------ | --------------------------------- | ---------------------------------------------------------------------------- |
| 2024年9月3日 | テレビ東京「開運!なんでも鑑定団」 | We'll be always on your side Gray Next door to John Smile ペネロープに吹く風 |

## 主なライブ

### ワンマンライブ
- 2018年11月25日 ワンマンライブ ゲスト: 島裕介 (倉敷アヴェニュウ)
- 2019年9月21日 関東コア40 (東京都青山 live space ZIMAGINE)
- 2020年10月14日 ニューアルバム リリース記念オンラインライブ (倉敷アヴェニュウ)
- 2020年11月14日 オンラインライブ (倉敷アヴェニュウ)
- 2021年10月12日 緒方・安田デュオ from Alter Ego オンラインライブ (倉敷アヴェニュウ)
- 2021年11月27日 4thアルバムリリース記念オンラインライブ (倉敷アヴェニュウ)
- 2022年4月19日 オンラインライブ (倉敷アヴェニュウ)
- 2022年10月21日 緒方仁一ソロ オンラインライブ (倉敷アヴェニュウ)
- 2022年11月26日 ワンマンライブ (倉敷アヴェニュウ)
- 2022年12月20日 ワンマンライブ (倉敷アヴェニュウ)
- 2023年6月10日 関東コア60 with Yusuke Shima (東京中目黒 楽屋)
- 2023年6月20日 緒方仁一ソロライブ (倉敷アヴェニュウ)
- 2023年9月24日 関西コア17 (大阪心斎橋 PARKA HOLIC)
- 2023年10月20日 Alter Ego 緒方・安田デュオ時々ソロ ジャズライブ (倉敷アヴェニュウ)
- 2023年11月23日 ワンマンライブ ゲスト: 島裕介 (倉敷アヴェニュウ)
- 2024年6月15日 関東コア 6thアルバム 「Where will we go?」リリース記念ライブ (渋谷JZ Brat Sound of Tokyo)
- 2024年6月25日 Duo Ego (緒方&安田) ライブ (倉敷アヴェニュウ)
- 2024年7月28日 6thアルバム 「Where will we go?」リリースツアー in FUKUOKA (福岡 The FIVE Pennies)
- 2024年9月7日 6thアルバム 「Where will we go?」リリースツアー in Osaka (Prajna Osaka)
- 2024年10月18日 Alter Ego 緒方・安田デュオライブ (倉敷アヴェニュウ)

### コラボライブ・イベントなど
- 2015年8月21日 POPLIFE LIVE Keishi Tanaka × fox capture plan (尾道 JOHN Burger & Cafe) : Opening Actとして出演
- 2016年2月6日 KuMiAi PRESENTS “Playwright Party Hiroshima vol.7” PRIMITIVE ART ORCHESTRA 2ndアルバムリリースツアー 広島公演 (広島 Lush Life) : Opening Actとして出演
- 2016年9月3日 freecube "アムリタ" Release Tour 広島公演 (広島 Lush Life) : Opening Actとして出演(緒方のみ)
- 2016年10月8日 TRI4TH “Defying” Release Tour 広島公演 (広島スマトラタイガー) : Opening Actとして出演
- 2017年11月25日 Alter Ego × 河野祐亮ピアノトリオ  (倉敷アヴェニュウ)
- 2018年3月21日 Party the Playwright - 5th Anniversary - (東京代官山UNIT/UNICE)
- 2018年11月3日 倉敷ジャズストリート
- 2019年9月14日 中洲ジャズ2019 (福岡市中洲エリア)
- 2019年11月5日 倉敷ジャズストリート
- 2020年2月1日 Party thePlaywright 2020 (新宿LOFT)
- 2022年10月15日 Party the Playwright 2022 Spin-off (東京都江東区文化センター カメリアホール)
- 2022年11月5日 倉敷ジャズストリート
- 2022年11月6日 AFRO BEGUE "Lou Bess Dioudouna" RELEASE TOUR '22 (福山grand soul cafe Guns')
- 2023年3月25日 Gecko&Tokage Parade "Heart of Tokage" Release Tour with "Alter Ego" (福山grand soul cafe Guns')
- 2023年5月12日 Alter Ego × BimBomBam楽団 2MAN LIVE (福山grand soul cafe Guns')
- 2023年9月2日 Silent Jazz Case & Alter Ego (福山grand soul cafe Guns')
- 2023年11月5日 倉敷ジャズストリート (倉敷アヴェニュウ、加計美術館)
- 2024年3月10日 ピアノトリオZAN-MAI  (倉敷市環境交流スクエア 水島愛あいサロン)
- 2024年4月20日 ベルギービールウィークエンド福岡 (福岡 The FIVE Pennies)
- 2024年5月5日 Alter Ego × Feel Trip ジャズライブ (倉敷アヴェニュウ)
- 2024年8月24日 colspan 2nd Album "The Diary" Release LIVE (岡山CRAZY MAMA 2nd Room)
- 2024年9月21日 鯖江ジャズフェスティバル (福井県鯖江市本町商店街)
- 2024年10月6日 Silent Jazz Case × Alter Ego 2マンライブ (福山grand soul cafe Guns')
- 2024年10月20日 - すみだストリートジャズフェスティバル (タワーレコード錦糸町パルコ店)

## 出演

### 雑誌・冊子
- 「全国バンド図鑑 vol.18：2024年 上半期版」 (2024年1月31日配布開始)